# Марко Сангальї
Марко Сангальї (ісп. Marco Sangalli, нар. 7 лютого 1992, Сан-Себастьян) — іспанський футболіст, вінгер клубу «Реал Ов'єдо».

## Ігрова кар'єра
Народився 7 лютого 1992 року в місті Сан-Себастьян. Вихованець футбольної школи клубу «Реал Сосьєдад».
У дорослому футболі дебютував 2011 року виступами за команду «Реал Сосьєдад Б», в якій провів три сезони, взявши участь у 91 матчі чемпіонату. В сезоні 2013/14 залучався до лав головної команди «Реал Сосьєдад», взявши у його складі участь у двох іграх Ла-Ліги, що згодом виявилися для нього єдиними на рівні найвищого іспанського дивізіону.
Наступний сезон 2014/15 відіграв за друголіговий «Алавес», після чого по два сезони провів у «Мірандесі» та  «Алькорконі», також клубах Сегунди.
2019 року став гравцем клубу «Реал Ов'єдо», у складі якого протягом наступних трьох сезонів взяв участь у понад 100 іграх другого дивізіону Іспанії.

## Статистика виступів

### Статистика клубних виступів
Станом на 14 грудня 2022
| Сезон                       | Команда                     | Чемпіонат                   | Чемпіонат | Чемпіонат | Національний кубок | Національний кубок | Національний кубок | Континентальні кубки | Континентальні кубки | Континентальні кубки | Інші змагання | Інші змагання | Інші змагання | Усього | Усього |
| Сезон                       | Команда                     | Ліга                        | Ігор      | Голів     | Ліга               | Ігор               | Голів              | Ліга                 | Ігор                 | Голів                | Ліга          | Ігор          | Голів         | Ігор   | Голів  |
| --------------------------- | --------------------------- | --------------------------- | --------- | --------- | ------------------ | ------------------ | ------------------ | -------------------- | -------------------- | -------------------- | ------------- | ------------- | ------------- | ------ | ------ |
| 2011–12                     | «Реал Сосьєдад Б»           | СДБ                         | 24        | 3         | -                  | -                  | -                  | -                    | -                    | -                    | -             | -             | -             | 24     | 3      |
| 2012–13                     | «Реал Сосьєдад Б»           | СДБ                         | 33        | 1         | -                  | -                  | -                  | -                    | -                    | -                    | -             | -             | -             | 33     | 1      |
| 2013–14                     | «Реал Сосьєдад Б»           | СДБ                         | 34        | 2         | -                  | -                  | -                  | -                    | -                    | -                    | -             | -             | -             | 34     | 2      |
| Усього за «Реал Сосьєдад Б» | Усього за «Реал Сосьєдад Б» | Усього за «Реал Сосьєдад Б» | 91        | 6         |                    | -                  | -                  |                      | -                    | -                    |               | -             | -             | 91     | 6      |
| 2013–14                     | «Реал Сосьєдад»             | ПД                          | 2         | 0         | КІ                 | 1                  | 0                  | ЛЧ                   | 0                    | 0                    | -             | -             | -             | 3      | 0      |
| 2014–15                     | «Алавес»                    | СД                          | 36        | 0         | КІ                 | 3                  | 1                  | -                    | -                    | -                    | -             | -             | -             | 39     | 1      |
| 2015–16                     | «Мірандес»                  | СД                          | 36        | 6         | КІ                 | 7                  | 0                  | -                    | -                    | -                    | -             | -             | -             | 43     | 6      |
| 2016–17                     | «Мірандес»                  | СД                          | 39        | 2         | КІ                 | 1                  | 1                  | -                    | -                    | -                    | -             | -             | -             | 40     | 3      |
| Усього за «Мірандес»        | Усього за «Мірандес»        | Усього за «Мірандес»        | 75        | 8         |                    | 8                  | 1                  |                      | -                    | -                    |               | -             | -             | 83     | 9      |
| 2017–18                     | «Алькоркон»                 | СД                          | 28        | 1         | КІ                 | 1                  | 0                  | -                    | -                    | -                    | -             | -             | -             | 29     | 1      |
| 2018–19                     | «Алькоркон»                 | СД                          | 36        | 2         | КІ                 | 1                  | 0                  | -                    | -                    | -                    | -             | -             | -             | 37     | 2      |
| Усього за «Алькоркон»       | Усього за «Алькоркон»       | Усього за «Алькоркон»       | 64        | 3         |                    | 2                  | 0                  |                      | -                    | -                    |               | -             | -             | 66     | 3      |
| 2019–20                     | «Реал Ов'єдо»               | СД                          | 39        | 5         | КІ                 | 0                  | 0                  | -                    | -                    | -                    | -             | -             | -             | 39     | 5      |
| 2020–21                     | «Реал Ов'єдо»               | СД                          | 18        | 4         | КІ                 | 0                  | 0                  | -                    | -                    | -                    | -             | -             | -             | 18     | 4      |
| Усього за «Реал Ов'єдо»     | Усього за «Реал Ов'єдо»     | Усього за «Реал Ов'єдо»     | 57        | 9         |                    | 0                  | 0                  |                      | -                    | -                    |               | -             | -             | 57     | 9      |
| Усього за кар'єру           | Усього за кар'єру           | Усього за кар'єру           | 325       | 26        |                    | 14                 | 2                  |                      | 0                    | 0                    |               | -             | -             | 339    | 28     |